# Canon EOS 350D
De Canon EOS 350D is een 8 megapixel-spiegelreflexcamera voor semiprofessionele en amateurfotografen. Het is de opvolger van de 300D uit 2003.
In Noord-Amerika is deze camera onder de naam Canon EOS Digital Rebel XT en in Japan onder de naam Canon EOS Kiss n Digital op de markt gebracht.

## Camera
Omdat de 350D een digitale spiegelreflexcamera is, kan men alleen gebruikmaken van de optische zoeker bij het maken van een foto.
Er zijn wel twee lcd-schermen aanwezig, deze zijn er om de belangrijkste instellingen zoals sluitertijd, diafragma en ISO-waarde op te lezen, en om gemaakte foto's terug te zien en instellingen te veranderen.
De EOS 350D is een zogenaamde body. Dat wil zeggen, dat dit apparaat een apart objectief nodig heeft om foto's te maken. Bij compactcamera's heeft de camera één vast objectief. Bij spiegelreflexcamera's kunnen er verschillende soorten objectieven worden gebruikt, wat over het algemeen leidt tot een beter fotoresultaat.

## Volgende generatie
In het derde kwartaal van 2006 is de 350D opgevolgd door de Canon EOS 400D, met een sensor van 10 megapixels.